# Плажен волейбол
Плажният волейбол е разновидност на волейбола, на плаж или подобен пясъчен терен.
Игрището е 16 на 8 метра. Участват 2 отбора най-често по 2 души. Играе се върху пясък. За първи път на олимпийски игри плажният волейбол е включен в програмата на Олимпийските игри в Атланта (САЩ) през 1996 г.
За победа са нужни 2 от 3 гейма до 21 точки, като в края на гейма трябва да има 2 точки разлика. Ударът с 2 ръце отгоре е позволен само при вдигане на втора топка, но състезателите не го използват много често, защото има голям риск да направят двоен удар, който е забранен. Затова използват най-често удар отдолу с 2 ръце.

## История
Плажният волейбол е вариант на класическия волейбол, който е създаден от Уилям Г. Морган през 1895 г.
Най-вероятно е възникнал през 1915 г. на плажа Уайкики в Хавай, в Outrigger Canoe Club, когато член на клуба поставя мрежа на плажа и се провежда първата записана игра на плажен волейбол. През 1920 г. в Санта Моника, Калифорния, е създадена голяма пясъчна зона за обществен отдих и развлечения, създаваща условия за развитие на плажния волейбол. Появяват се и първите постоянни мрежи по плажове и частни плажни клубове. 11 такива клуба се появяват в района на Санта Моника, започвайки в края на 1922 г. Първите международни състезания са организирани през 1924 г.
Повечето от тези ранни мачове по плажен волейбол се играят с отбори от по 6 играчи, подобно на класическия волейбол. Концепцията за модерната игра двама на двама по плажен волейбол се приписва на Пол (Пабло) Джонсън от атлетическия клуб в Санта Моника. През лятото на 1930 г., докато чака да се съберат всички играчи за 2 отбора по 6 души, Джонсън решава да опитат само присъстващите 4 играчи. Така формират 2 отбора по 2 души и изиграват първия модерен плажен волейбол. Играчите осъзнават, че с по-малко играчи на игрището височината на по-високия играч може да бъде неутрализирана със скорост и контрол на топката от по-ниския. Популярността на играта с по 2 души се разпространява в други близки плажни клубове, след което и в обществените игрища. Макар че игрите за забавление продължават да се играят с повече играчи, най-широко разпространената версия на играта и единствената, която се играе професионално, има само 2 играчи в отбор.
Популярността на плажния волейбол нараства в Съединените щати по време на Голямата депресия през 1930-те години на миналия век, тъй като е била леснодостъпна. Спортът също започна да се появява в Европа по това време. През 1940-те години се играят турнири по двойки на плажовете на Санта Моника с трофеи. През 1948 г. в Лос Анджелис, Калифорния, се провежда първият турнир с награда (каса Пепси). През 1960-те години в Санта Моника се прави опит за създаване на професионална волейболна лига. Той се проваля, но във Франция се провежда професионален турнир за 30 000 франка. През 1950-те години се провежда първият турнир по плажен волейбол в Бразилия, спонсориран от вестникарска издателска компания. Първият Манхатън Бийч Оупън се провежда през 1960 г., превръщайки се в престижен, наричан още „Уимбълдън на плажния волейбол“.
Междувременно плажният волейбол придобива популярност: през 1960-те години „Бийтълс“ опитва да играе в Лос Анджелис, като американският президент Джон Ф. Кенеди наблюдава мача. През 1974 г. се състои турнирът „1500-доларово световно първенство по волейбол на закрито за двойки“, което се играе пред 4000 ентусиасти в спортната арена на Сан Диего. На финала Фред Зюлих и Денис Хеър побеждават Рон Вон Хейгън и Мат Гейдж; спонсор е Winston Cigarettes. Малко след това Денис Хеър написва първата книга на тема плажен волейбол The Art of Beach Volleyball.